# Hanuš di Lipá
Hanuš di Lípa, o von Leipa in tedesco e z Lipé in ceco (1350 circa – Brno, 1415), è stato un nobile boemo della famiglia di Lípa, reggente di Rataje nad Sázavou e di Polná dal 1402 al 1412 e in seguito Maresciallo provinciale dal 1414 fino alla sua morte..

## Biografia
Della sua infanzia non si sa nulla. Era però figlio di Enrico III di Lipa, a sua volta figlio di Enrico "il Ferreo". Alla morte del cugino Jan Ješek Ptáček di Pirkštejn (1393) suo padre prese sotto custodia il piccolo Jan Ptáček perché non aveva ancora raggiunto l'età necessaria per regnare, Nel 1402 però anche suo padre morì, per cui Hanuš divenne gestore delle proprietà del piccolo Jan fino al 1412, tra cui la città di Rataje nad Sázavou e di Polná.
Durante questo periodo accolse all'interno della città Racek Kobyla di Dvorce e alcuni superstiti dell'attacco di Sigismondo d'Ungheria su Stříbrná Skalice (1403).
Le sue relazioni con la corona appaiono controverse (d'altronde, all'interno dei vari conflitti dinastici della dinastia di Lussemburgo la confusione è parecchia). Nel 1410 Rataje a quanto pare venne assediata dall'esercito reale, probabilmente perché Hanuš era considerato un nobile brigante (Enrico di Rožmberk menziona Rataje come uno dei castelli ribelli) o perché aveva preso parte nell'assedio di Jihlava e nel 1412 ricevette una sollecitazione da parte della corona a lasciare i feudi di Jan Ptáček al legittimo proprietario. Però nel 1414 ricevette il titolo di maresciallo provinciale e fino alla fine della sua vita rimase nello Špilberk di Brno con sua moglie Markéta di Šternberk, dalla quale ebbe una figlia femmina, Kateřina di Lipá.

## Nella cultura di massa
- Hanuš è uno dei personaggi principali del videogioco Kingdom Come: Deliverance, dove viene rappresentato come signore reggente di Rataje tenendo in tutela Hans Capon in giovane età nel 1403, con il nome anglicizzato di Hanush of Leipa.